# Maruchi Fresno
María de Lourdes Gómez-Pamo López del Fresno, conocida artísticamente como Maruchi Fresno (Madrid, 14 de febrero de 1916-El Escorial, 19 de julio de 2003), fue una actriz española.

## Biografía
Nacida en febrero de 1916, era hija del actor y caricaturista Fernando Fresno. Sus primeros contactos con el mundo de la escena se produjeron cuando aún no había acabado sus estudios elementales, debutando en el cine a la edad de dieciocho años con la película El agua en el suelo, de Eusebio Fernández Ardavín. Se licenció en Ciencias químicas, y al inicio de la guerra civil española emigró a Argentina, donde continuó su carrera teatral.
Una vez concluida la contienda regresó a España y se convirtió en una de las figuras más sólidas del panorama artístico del momento, tanto en cine como en teatro. En la pantalla grande participó en películas como Nostalgia (1942), de Juan de Orduña, Dora, la espía (1943), de Raffaello Matarazzo, Altar mayor (1943), de Gonzalo Delgrás, Reina santa (1946), de Rafael Gil, Mar abierto (1946), de Ramón Torrado, Serenata española (1947), de Juan de Orduña, Brigada criminal (1950), de Ignacio Iquino, Balarrasa (1950) o Catalina de Inglaterra (1951), estas dos últimas de José Antonio Nieves Conde. En teatro cosechó numerosos éxitos, por ejemplo con María Estuardo y El sueño de una noche de verano (1950).
En 1953 contrajo matrimonio con el director de teatro y escritor Juan Guerrero Zamora, con el que tuvo un hijo. Se separaría de Guerrero Zamora años más tarde. 
A partir de los años 1960, su presencia cinematográfica se fue reduciendo progresivamente. Intervino en Algo amargo en la boca (Eloy de la Iglesia, 1969) y La Regenta (Gonzalo Suárez, 1974), pero siguió manteniendo su actividad tanto a nivel teatral como televisivo. 
Durante años, interpretó sobre las tablas El milagro de Anna Sullivan (1961), en el papel de Kate Keller, El zapato de raso (1965), de Paul Claudel, Águila de blasón, de Valle-Inclán (1966), Fedra (1973), de Miguel de Unamuno, Tauromaquia (1975), de Juan Antonio Castro, Medea (1979),  de Eurípides, Mariana Pineda (1982), de Federico García Lorca, Tito Andrónico (1983), de William Shakespeare, ¡Oh Penélope! (1986), de Gonzalo Torrente Ballester y La importancia de llamarse Wilde (1992). También intervino asiduamente en los espacios dramáticos de Televisión española: Estudio 1 y Novela, así como en la serie Clase media, protagonizada por Antonio Ferrandis. Falleció el 19 de julio de 2003 en la residencia de ancianos en la que residía.

## Premios
Medallas del Círculo de Escritores Cinematográficos
| Año  | Categoría              | Película               | Resultado |
| ---- | ---------------------- | ---------------------- | --------- |
| 1951 | Mejor actriz principal | Catalina de Inglaterra | Ganadora  |

Fotogramas de Plata
| Año  | Categoría                        | Película               | Resultado |
| ---- | -------------------------------- | ---------------------- | --------- |
| 1951 | Mejor intérprete de cine español | Catalina de Inglaterra | Ganadora  |

Otros premios
- Premio de la Unión de Actores (1994) a Toda una vida.
- Medalla al Mérito Artístico del Ayuntamiento de Madrid.

## Trayectoria en televisión
- ¡Ay, Señor, Señor! 
  - ¡Vejez, divino tesoro! (1 de enero de 1995)
- Clase media (1987)
- Teatro Estudio
  - La marquesa Rosalinda (26 de marzo de 1981)
- Noche de teatro 
  - Águila de blasón (17 de mayo de 1974)
- Las Tentaciones 
  - El invierno que viene (2 de noviembre de 1970)
- Hora once 
  - La bella del bosque (13 de abril de 1969)
  - Horatio Sparkins (8 de julio de 1972)
- El Premio 
  - Palabras en el aire (25 de noviembre de 1968)
- Teatro de siempre 
  - El placer de la honradez (28 de febrero de 1968)
- Estudio 1 
  - Don Juan Tenorio (2 de noviembre de 1966)
  - El teatrito de Don Ramón (1 de julio de 1969)
  - Ocho mujeres (29 de junio de 1973)
  - Una mujer sin importancia (6 de julio de 1980)
  - En Flandes se ha puesto el sol (10 de abril de 1981)
  - Mariana Pineda (22 de agosto de 1983)
- Novela 
  - El hombre herido (8 de agosto de 1965)
  - El fin de de un largo viaje (4 de abril de 1966)
  - Felipe Derblay (27 de noviembre de 1967)
  - Raffles (11 de marzo de 1968)
  - El invernadero (5 de enero de 1976)
  - Pequeñeces (8 de marzo de 1976)
  - El hombre de los aplausos (10 de enero de 1977)
  - Las cerezas del cementerio (11 de abril de 1977)
- Primera fila 
  - Un marido de ida y vuelta (15 de enero de 1964)
- Gran teatro 
  - Don Juan Tenorio (27 de octubre de 1963)
- Teatro de familia 
  - La gran mentira (3 de julio de 1963)
  - Café para dos (14 de enero de 1965)
  - La profesora de declamación (25 de febrero de 1965)